# (10690) Massera
(10690) Massera est un astéroïde de la ceinture principale.

## Description
(10690) Massera est un astéroïde de la ceinture principale. Il fut découvert le 28 février 1981 à l'observatoire de Siding Spring par Schelte J. Bus. Il présente une orbite caractérisée par un demi-grand axe de 3,21 UA, une excentricité de 0,12 et une inclinaison de 6,1° par rapport à l'écliptique.